# 天敵 (電視劇)
天敵是江西卫视2010年電視連續劇，描述國安間諜組織的現代時裝劇。

## 劇情
中国某沿海小城渤北，一天當地渔船打捞上一个生命垂危年轻人，可当年轻人醒后，却因为头部遭到剧烈撞击而失忆了。同时，在医院附近出现了怪異人员身影，不时寻找时机企图对年轻人灭口。此時於當地國安單位中，發現在他身上藏着带有军工机密电脑芯片立刻引起高度重视，當地是几家重点军工单位的所在地，历来是境外间谍组织的目标。
侦查二处处长粟丹带领侦查员温暖，段军等人展开调查。粟丹发现，秘密似乎与近期将在渤北进行的导弹试验计划有关，而他背后似乎潜藏着更庞大间谍组织。为了引蛇出洞，上级领导粟丹在敌人一次灭口行动中，故意留出口子让年轻人(代号艾迪生)逃走，而暗中则一直对他进行监控和保护。
艾迪生为了证明自己的身份，凭着脑海中残存记忆碎片，开始了一场寻找的旅程。可每当发现新线索，随即就会被暗中掐断，坠入更大危险之中。而一次次暗中交锋，也让幕后敌人的面孔越来越清晰，一个代号左手的神秘间谍组织渐渐浮出水面……

## 主要演員
- 王雷 饰 艾迪生
- 陶飞霏 饰 那天
- 王雅捷 饰 食指
- 杜志国 饰 陈局
- 李强 饰 粟丹

## 其他演員
- 駱達華